# سارة مينجاردو
سارة مينغاردو(من مواليد 2 مارس 1961 في البندقية) هو رنان إيطالي مشهور عالميًا.